# Archie Dees
Archie William Dees (Mount Carmel, 22 febbraio 1936 – Bloomington, 4 aprile 2016) è stato un cestista statunitense, professionista nella NBA.

## Carriera
Venne selezionato dai Cincinnati Royals al primo giro del Draft NBA 1958 (2ª scelta assoluta).

## Palmarès
- NCAA AP All-America Second Team (1958)
- NCAA AP All-America Third Team (1957)
- Campione ABL (1962)